# Acanthoprocta conica
Acanthoprocta conica is een hooiwagen uit de familie Gonyleptidae. De wetenschappelijke naam van Acanthoprocta conica gaat  terug op Maury.